# Pegomya falciforcipis
Pegomya falciforcipis är en tvåvingeart som beskrevs av Masayoshi Suwa 1971. Pegomya falciforcipis ingår i släktet Pegomya och familjen blomsterflugor. Inga underarter finns listade i Catalogue of Life.